# Kasane (Botswana)
Kasane è un villaggio del Botswana situato nel distretto Nordoccidentale, sottodistretto di Chobe. Il villaggio, secondo il censimento del 2011, conta 9.008 abitanti.

## Turismo
Il centro abitato è servito dall'aeroporto di Kasane, inaugurato il 21 ottobre 1991, indicato dalla Civil Aviation Authority of Botswana (CAAB) come International Major Airport. Lo scalo è strategicamente importante per il turismo locale essendo nei pressi del Four Corners, punto in cui si incontrano le frontiere di Botswana, Namibia, Zambia e Zimbabwe, nonché accesso al Parco nazionale del Chobe. Inoltre serve la cittadina namibiana Katima Mulilo ed è scalo secondario per il turismo diretto alle Cascate Vittoria.

## Località
Nel territorio del villaggio sono presenti le seguenti 11 località:
- Air Port di 16 abitanti,
- Auti Poaching di 12 abitanti,
- BDF Camp di 11 abitanti,
- Chobe Chilwero Lodge di 21 abitanti,
- Chobe Game Lodge di 78 abitanti,
- Ihaha di 19 abitanti,
- Nogatshaa di 15 abitanti,
- Park Quarters Camp,
- Poka di 29 abitanti,
- Sedudu di 28 abitanti,
- Serondela di 7 abitanti